# 홍게
홍게(학명: Chionoecetes japonicus)는 대게과 대게속에 속하는 갑각류로, 우리나라 동해안 수심 400~2000m에 서식하는 게이다.

## 특징
날씨가 차가운 겨울부터 따뜻한 봄까지 제철이지만 조업 지역이나 상태에 따라서 차이가 있어서 특정 시기가 좋다고 단정하기는 힘들다. 조업금지기간이 6월~10월인 대게와는 달리 조업금지 기간이 없는 일부 지역도 있지만, 7월10~8월25일 강원 연안자망 6월1일~7월10일 금어기에 해당한다.붉은색을 띄고 있어서 홍게라고도 불리며 대게와 비교시 다리가 납짝하고 좀 더 깊은 수심에서 서식하기 때문에 껍질이 단단하고 강하다.

## 같이 보기
- 게
- 대게